# Sortino
Sortino (Sciurtinu o Xutino in siciliano) è un comune italiano di 8 027 abitanti del libero consorzio comunale di Siracusa in Sicilia.
Cittadina che conserva monumenti di epoca barocca, Sortino è conosciuta per la produzione di miele. È situata nei monti Iblei, in prossimità della necropoli rupestre di Pantalica e del fiume Anapo.

## Geografia fisica
Sortino si trova a nord ovest da Siracusa da cui dista 34 km. Dista 58 km da Catania ed è nell'alta valle dell'Anapo.
La necropoli di  è una delle più conosciute testimonianze storiche della città, composta da cinquemila grotticelle che furono scavate da diverse generazioni di ominidi, forse dai primi uomini di Neanderthal, sicuramente dai primi Sapiens Sapiens del Paleolitico e del Neolitico. L'opera è stata, infine, completata in epoca protostorica dalla gente della Civiltà di Pantalica che le ha ri-utilizzate come tombe.
| Sortino             | Mesi | Mesi | Mesi | Mesi | Mesi | Mesi | Mesi | Mesi | Mesi | Mesi | Mesi | Mesi | Stagioni | Stagioni | Stagioni | Stagioni | Anno |
| Sortino             | Gen  | Feb  | Mar  | Apr  | Mag  | Giu  | Lug  | Ago  | Set  | Ott  | Nov  | Dic  | Est      | Aut      | Inv      | Pri      | Anno |
| ------------------- | ---- | ---- | ---- | ---- | ---- | ---- | ---- | ---- | ---- | ---- | ---- | ---- | -------- | -------- | -------- | -------- | ---- |
| T. max. media (°C)  | 12,5 | 13,1 | 14,5 | 16,8 | 21,2 | 25,7 | 28,7 | 28,9 | 26,1 | 21,4 | 17,4 | 13,9 | 13,2     | 17,5     | 27,8     | 21,6     | 20,0 |
| T. min. media (°C)  | 5,5  | 5,3  | 6,3  | 8,4  | 12,1 | 16,0 | 18,6 | 19,2 | 17,1 | 13,5 | 9,8  | 6,9  | 5,9      | 8,9      | 17,9     | 13,5     | 11,6 |
| Precipitazioni (mm) | 72   | 40   | 50   | 30   | 17   | 9    | 4    | 14   | 34   | 104  | 65   | 68   | 180      | 97       | 27       | 203      | 507  |

## Storia
Le vicende che hanno accompagnato il comune di Sortino in Età medioevale sono legate alla famiglia nobile dei Moncada e successivamente agli eredi di Modica (1477).
Il feudo di Sortino fu concesso dalla imperatrice Costanza ad Arnaldo de Mohac (v. Modica de Mohac) ai cui successori sostanzialmente rimase fino al 1477, anno in cui fu acquistato dalla famiglia Gaetani Baroni, originari della Toscana, il cui capostipite, Guidone Gaetani, si era trasferito a Palermo in cerca di gloria e fortuna.
I Gaetani saranno, per più di tre secoli, i protagonisti della storia, non solo di Sortino ma della intera provincia di Siracusa. Emblematico è stato l'aiuto che Pietro Gaetani diede alla ricostruzione del paese nella collina Aita, dove tuttora si trova, dopo il devastante terremoto del 1693 che colpì l'intera costa orientale sicula.
Il 31 dicembre 2014 ed il 9 febbraio 2015, Sortino e molte altre città degli iblei hanno avuto abbondanti nevicate e temperature sotto zero. L'ultimo evento simile a codesto risale agli anni ottanta.

### Simboli
Lo stemma è stato riconosciuto con DPCM del 26 agosto 1960.
Il gonfalone è stato concesso con DPR del 25 agosto 1961.
ricoperta di velluto dai colori del drappo, alternati con bullette argentate poste a spirale. Nella freccia è rappresentato lo stemma del Comune e sul gambo inciso il nome. Cravatta e nastri tricolorati dai colori nazionali frangiati d'argento.»

## Monumenti e luoghi d'interesse

### Architetture religiose
- Chiesa Madre San Giovanni Apostolo ed Evangelista
- Chiesa di Santa Sofia Vergine e Martire
- Chiesa delle Anime del Purgatorio
- Chiesa di San Sebastiano
- Chiesa della Natività (Monastero di Montevergine - Benedettine)
- Chiesa dell'Annunziata
- Chiesa della Madonna del Carmelo
- Chiesa di San Francesco d'Assisi
- Chiesa di San Pietro
- Chiesa di S. Antonio (Convento Suore Collegine)
- Chiesa di San Giuseppe
- Convento dei Cappuccini

### Archeologia
- Sortino antica - Si tratta dei resti della vecchia Sortino presente prima del terremoto del 1693. Oggi ne restano alcuni ruderi con vari ambienti tra cui concerie, depositi e abitazioni.
- Pantalica - Sito necropoli rupestre e patrimonio unesco.

### Siti d’interesse
- Casa museo dell'apicoltura tradizionale - situata in via Gioberti 1, la casa museo dell'apicoltura tradizionale racconta, attraverso il suo percorso museale ricco di oggetti ed attrezzature dell'epoca, le tradizioni apistiche sortinesi. Il museo è meta di visitatori, studenti di tutti gli ordini e gradi, e ricercatori.

## Società

### Evoluzione demografica
Abitanti censiti

## Cultura
Della cultura sortinese, fa parte da ormai tantissimi anni l'Opira di li Pupi (in lingua siciliana), in cui vengono narrate le eroiche gesta dei paladini francesi. Tra le storie più rappresentate abbiamo l'Orlando furioso; altre rappresentazioni messe in scena sono le famose "farse", scene comiche narrate prevalentemente in siciliano. Sicuramente i più importanti "pupari" sortinesi restano i "Puglisi", che da più generazioni ci tramandano quest'arte.

### Cucina

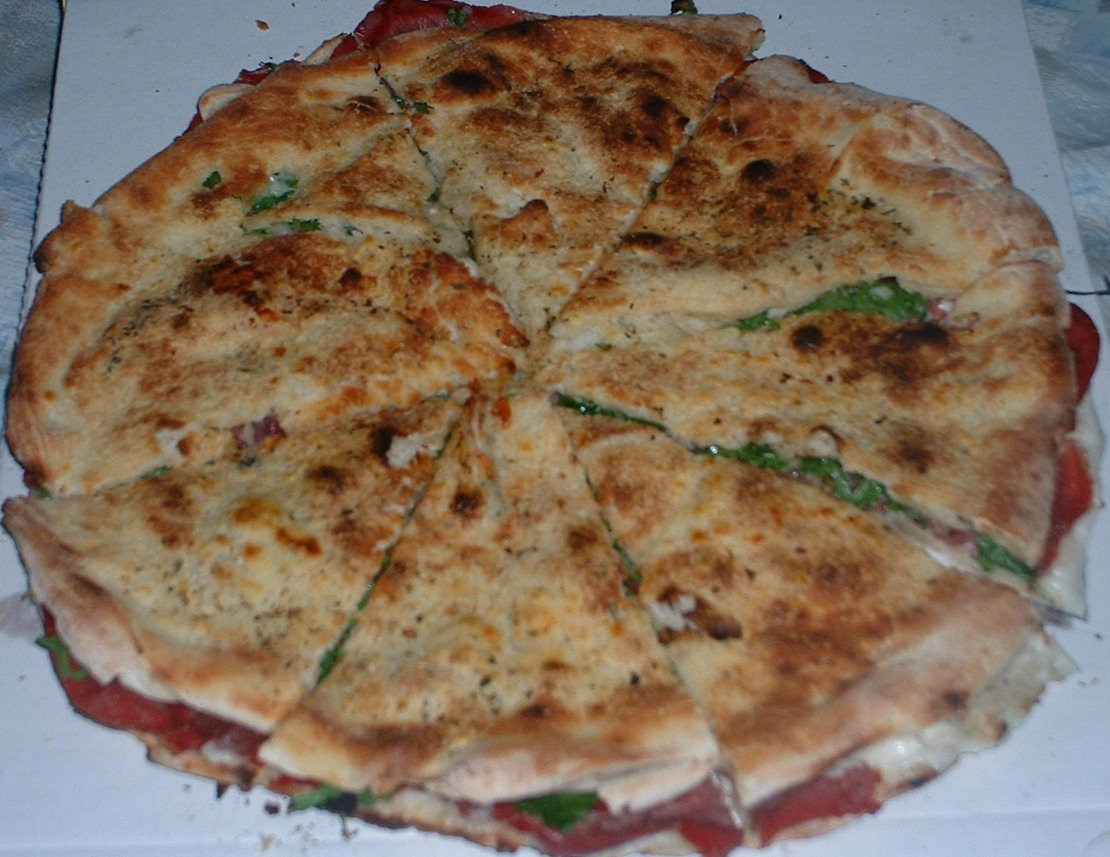
Il pizzolo, prodotto tipico di Sortino.

#### Il miele
Già Virgilio parla del "miele ibleo" e la lunga tradizione mielaia delle genti sortinesi succedutesi nelle varie generazioni ha portato alla produzione di mieli caratteristici, quali quello di timo, di eucalipto, di zagara oltre che all'onnipresente millefiori.
Anche i dolci che si producevano (e si producono) nei giorni delle feste, sono a base di miele come i piretti (biscotti duri di farina e miele con una mandorla dentro), le sfingi (o sfinci) (piccole masse di pasta lievitata, poi fritte e condite con miele crudo) e i sanfurricchi (caramelle di miele cotto, lavorato per inglobare aria e indurito, successivamente tagliato in piccoli pezzi).
Altro prodotto di cui pochi individui conservano i segreti è un liquore di miele chiamato "spiritu re fascitrari" (liquore dei mielai) prodotto per distillazione dell'acqua di risulta derivata dallo scioglimento della cera (che contiene molti residui zuccherini e di miele), successivamente fatta fermentare e distillata, se ne può utilizzare il prodotto anche "bianco", ma la tradizione lo fa preferire "cunzatu" (condito) con miele cotto a fuoco lentissimo per varie ore.

#### Il pizzolo
Il pizzolo (pizzòlu in siciliano) è un prodotto tipico della cucina siciliana, in particolare di quella sortinese, ma può gustarsi in tutte le pizzerie della Provincia di Siracusa o in apposite pizzolerie sparse in tutta la provincia ed in alcune città della Sicilia sudorientale.
Consiste in una pizza tonda di circa 20 cm di diametro, superficialmente condita con olio, origano, pepe, parmigiano e sale, farcita con vari ingredienti, salati (in tal caso il ripieno sarà a base di salumi, verdure, formaggi, carne) o dolci (con ripieno di crema al pistacchio, crema cioccolato, ricotta e miele). Si tratta, comunque, di un piatto tipico della tradizione contadina di Sortino - che nella sua ricetta originaria consisteva di una focaccia farcita con verdure varie - commercializzato solo di recente
Altro prodotto tipicamente sortinese, ma raramente commercializzato, è la focaccia (o in sortinese 'nfigghiulata) ripiena di fichi e nipitedda (nepeta).

### Eventi
- Festa di Santa Sofia (patrona del paese) dal 10 al 17 di settembre;
- U Nummu ru Gesu (Il nome di Gesù) antica e commovente processione che si svolge il venerdì santo alle 3:30 di mattina fino alle 7 circa;
- Sagra del miele, importante manifestazione che tradizionalmente si svolge il primo fine settimana di ottobre e che tende a valorizzare il prodotto principale dell'economia sortinese;
- Coppa Val d'Anapo Sortino, classico appuntamento con la passione delle cronoscalate. Si svolge verso la metà di ottobre sul tracciato che porta dalla stazione fusco all'entrata di Sortino. Questa manifestazione oggi è arrivata alla sua 36ª edizione, dopo una pausa di ben 16 anni (ripresa nel 2006). Nelle edizioni del 2010 e del 2011 la gara si è svolta nel mese di giugno sullo stesso tracciato classico della corsa. Nelle successive edizioni invece si è svolta durante il mese di maggio. Tuttavia, l'edizione del 2022 si è svolta a fine marzo.

## Amministrazione
Di seguito è presentata una tabella relativa alle amministrazioni che si sono succedute in questo comune.
.
| Periodo          | Periodo          | Primo cittadino   | Partito              | Carica              | Note   |
| ---------------- | ---------------- | ----------------- | -------------------- | ------------------- | ------ |
| 22 dicembre 1989 | 25 maggio 1990   | Giuseppe Midolo   | Democrazia Cristiana | Sindaco             | [ 11 ] |
| 6 giugno 1990    | 10 luglio 1991   | Luigi Buccheri    | Democrazia Cristiana | Sindaco             | [ 11 ] |
| 10 ottobre 1991  | 19 aprile 1993   | Vincenzo Buccheri | Democrazia Cristiana | Sindaco             | [ 11 ] |
| 8 dicembre 1993  | 10 aprile 1995   | Maria Cannata     | -                    | Sindaco             | [ 11 ] |
| 4 dicembre 1995  | 1º dicembre 1997 | Orazio Mezzio     | ppi (pop)            | Sindaco             | [ 11 ] |
| 1º dicembre 1997 | 28 maggio 2002   | Orazio Mezzio     | lista civica         | Sindaco             | [ 11 ] |
| 28 maggio 2002   | 15 maggio 2007   | Orazio Mezzio     | lista civica         | Sindaco             | [ 11 ] |
| 15 maggio 2007   | 4 agosto 2010    | Paolo De Luca     | lista civica         | Sindaco             | [ 11 ] |
| 4 agosto 2010    | 2 giugno 2011    | Margherita Rizza  |                      | Comm. straordinario | [ 11 ] |
| 1º giugno 2011   | 5 giugno 2016    | Vincenzo Buccheri | lista civica         | Sindaco             | [ 11 ] |
| 06 giugno 2016   | "in carica"      | Vincenzo Parlato  | Lista civica - MpA   | Sindaco             |        |

### Gemellaggi
- Riedstadt

## Sport

### Calcio
Sortino vanta una discreta tradizione calcistica, la storica società del APD Sortino Calcio militante nel girone siracusano di Terza categoria, con trascorsi in Promozione e in Prima categoria; poi l'ASD Santa Sofia Sortino, società rappresentata da una formazione partecipante al campionato di seconda categoria ed una di calcio a 5 iscritta al campionato di Serie D. Inoltre fa parte del panorama calcistico ibleo il Città di Sortino calcio a 5 che attualmente partecipa al campionato regionale di serie C2. La stessa società ha avuto trascorsi importanti a livello regionale, infatti vanta diverse partecipazioni al campionato regionale di C1 e una Coppa Italia di serie C2 conquistata nella stagione 2009/10.

## Galleria d'immagini

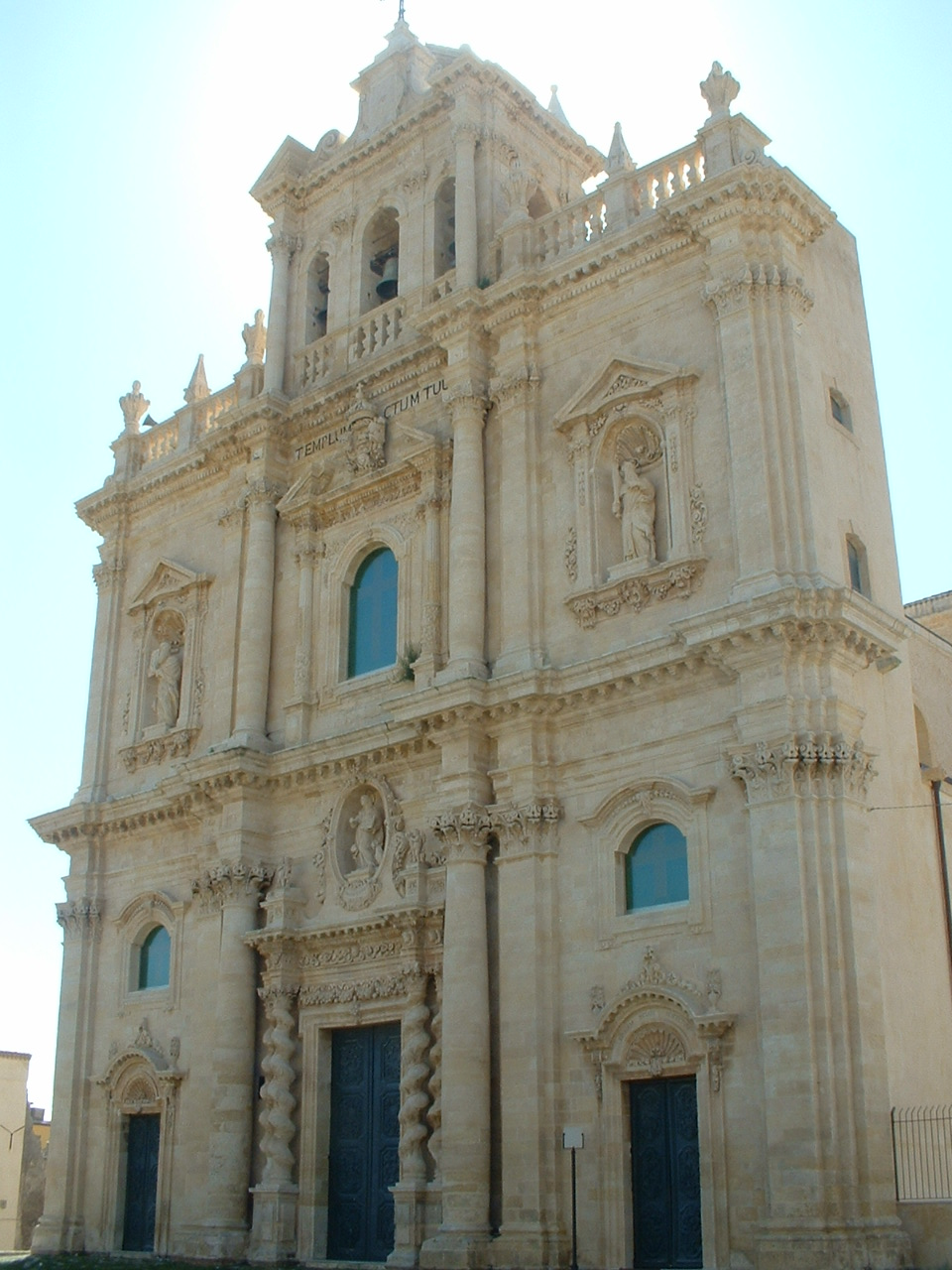
Chiesa Madre San Giovanni Apostolo ed Evangelista
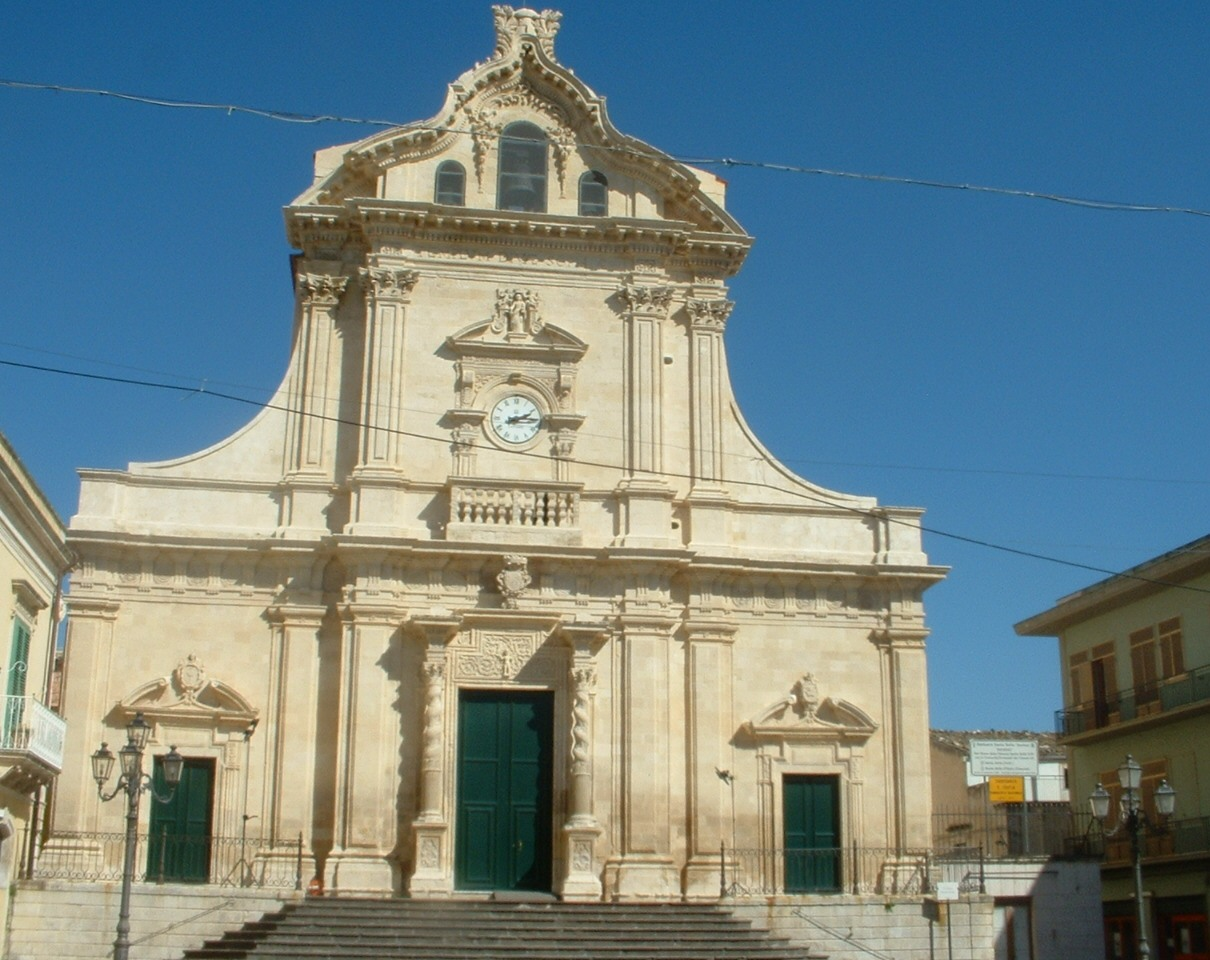
Chiesa Santa Sofia Vergine e Martire
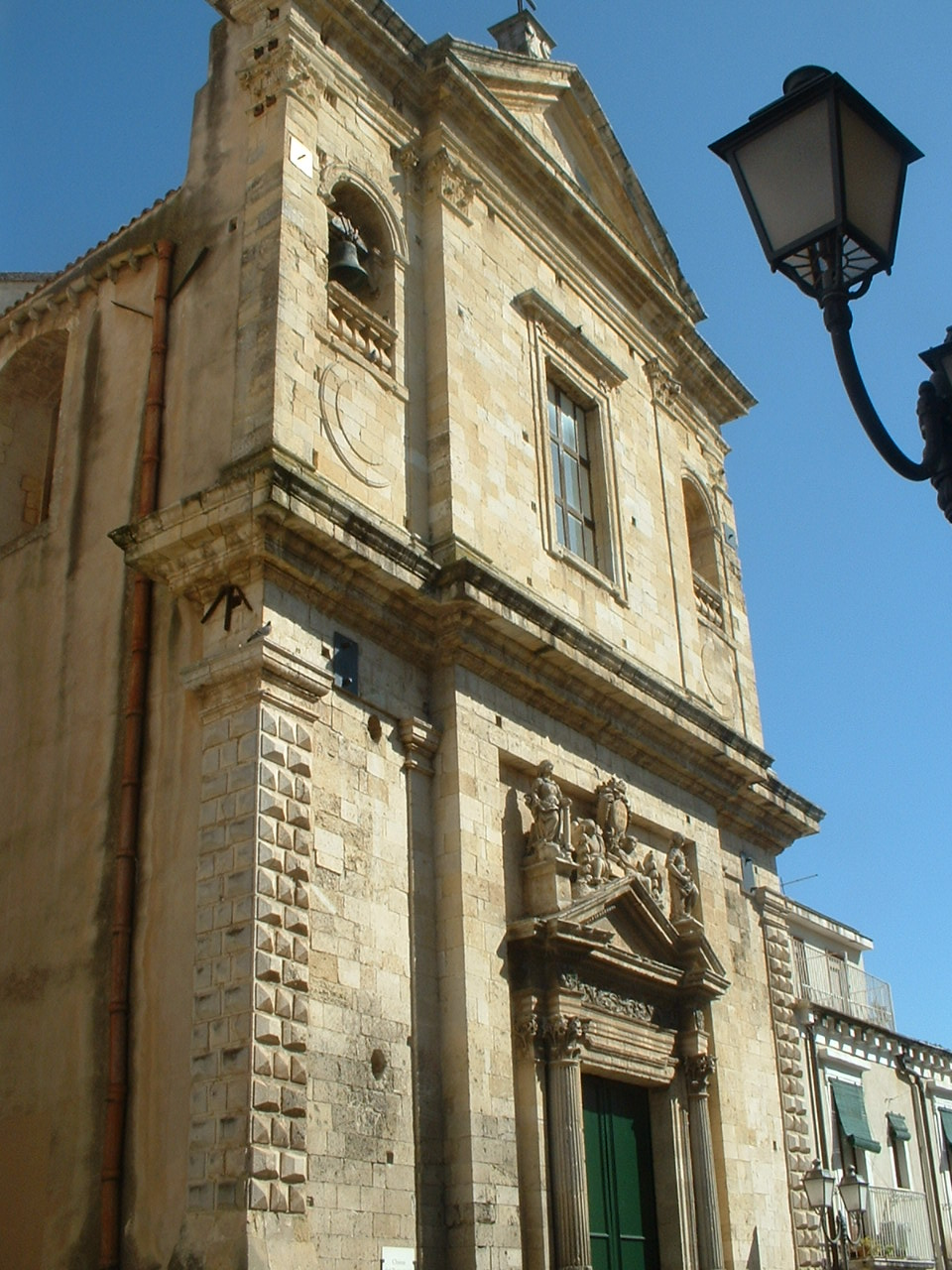
Chiesa delle Anime del Purgatorio